# Augusto de Arruda Botelho
Augusto de Arruda Botelho Neto (São Paulo, 16 de agosto de 1977) é um advogado criminalista e escritor brasileiro. É conselheiro da organização Human Rights Watch e um dos fundadores do Instituto de Defesa do Direito de Defesa (IDDD). Também figura entre os fundadores do Projeto Aliança, que tem como objetivo defender de forma gratuita vítimas de violações de direitos fundamentais e de liberdades individuais no Brasil, e é membro do Grupo Prerrogativas. No segundo semestre de 2021 lançou seu primeiro livro, intitulado "Iguais Perante a Lei". Foi anunciado como Secretário Nacional de Justiça no governo de Luiz Inácio Lula da Silva em dezembro de 2022 e empossado pelo Ministro da Justiça e Segurança Pública, Flávio Dino, em janeiro de 2023. permaneceu no cargo até 31 de janeiro de 2024,  anunciando no mês seguinte que abriria um escritório de advocacia em Brasília, para além do que já mantém em São Paulo. 

## Carreira
Botelho graduou-se pela Faculdade de Direito da Universidade Paulista (UNIP) em 2002. É mestre em Direito Penal Econômico pela Faculdade de Direito da Fundação Getulio Vargas (FGV). É também especialista em Direito Penal Econômico pela Universidade de Coimbra e especialista em Direito Penal pela Universidade de Salamanca. Após graduar-se, ele foi estagiário e advogado júnior no escritório de Márcio Thomaz Bastos que, posteriormente, ocupou o cargo de Ministro da Justiça do Brasil. Botelho atuou em casos notórios, entre seus clientes figuram a multinacional TÜV Süd, investigada no rompimento de barragem em Brumadinho, os integrantes do movimento social por moradia da cidade de São Paulo Preta Ferreira e Sidney Ferreira da Silva, investigados no incêndio e desmoronamento do Edifício Wilton Paes de Almeida, o conglomerado empresarial brasileiro Odebrecht (atual Novonor) investigado na Operação Lava Jato, entre outros.
Botelho ocupou a presidência do IDDD por três anos, passando o cargo para Fábio Tofic Simantob em agosto de 2016. À época deixou também a diretoria, a qual integrou por 16 anos. De abril até julho de 2020, o advogado integrou o quadro “O Grande Debate”, do telejornal CNN Novo Dia, da rede CNN Brasil.
Botelho é considerado um dos maiores advogados criminalistas do país.
No ano de 2022, filiou-se ao Partido Socialista Brasileiro (PSB), na mesma cerimônia que firmou a filiação de Geraldo Alckmin no partido. Em 2022, Botelho recebeu a doação de campanha R$ 300 mil do ex-candidato de ultradireita da Itália, Luiz Osvaldo Pastore.

## Vida pessoal
Em maio de 2010, Botelho casou-se com a estilista Fernanda de Goeye, tendo o matrimônio chegado ao fim em junho de 2012. Eles tem um filho chamado Téo. Em 2015, Botelho casou com a modelo Ana Cláudia Michels. Foram realizadas duas cerimônias, a primeira no dia 28 de março em Campo Alegre, Santa Catarina, apenas para a família. A segunda no dia 18 de abril no Alto de Pinheiros em São Paulo com a presença de duzentos convidados, entre eles as modelos Caroline Trentini, Caroline Ribeiro, Luciana Curtis, Isabella Fiorentino e Mariana Weickert. O casal tem dois filhos: Iolanda, nascida à 5 de setembro de 2016 (8 anos), e Santiago, nascido a 8 de agosto de 2018 (6 anos).

## Desempenho eleitoral
| Ano  | Eleição               | Partido | Candidato a      | Votos          | Resultado |
| ---- | --------------------- | ------- | ---------------- | -------------- | --------- |
| 2022 | Estadual em São Paulo | PSB     | Deputado federal | 42.954 (0,18%) | Suplente  |